# Горњи Кефалари
Горњи Кефалари (грч. Άνω Κεφαλάρι, Ано Кефалари) је насељено место у општини Доксат у периферији Источна Македонија и Тракија, Грчка. Према попису из 2021. године било је 284 становника.
Према бугарском географу и историчару, Василу Канчову, у Горњим Кефаларима је 1900. године живело 120 Турака. Године 1923. турско становништво је принудно исељено у Турску а на њихово место су насељене грчке избегличке породице. Тада је подигнута нова махала Доњи Кефалари која се од 1951. године води као посебно насеље. Горњи Кефалари су 1951. године имали 460 становника. Село се раније звало Бунарбаши.